# Punct de interes (POI)

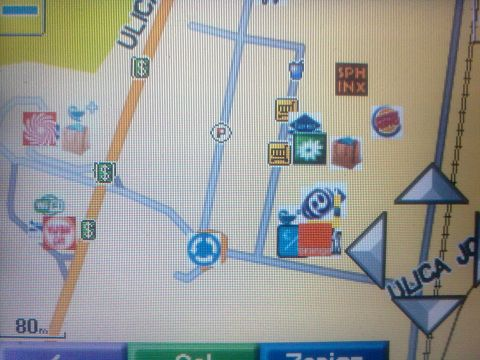
Vizualizarea punctelor POI pe un GPS Garmin

Un punct de interes (POI) este un loc specific pe care cineva o poate găsi utilă sau interesantă. Un exemplu este un punct de pe Pământ care reprezintă poziția Turnului Eiffel sau un punct de pe Marte care reprezintă locul celui mai înalt munte al său, Olympus Mons. Majoritatea consumatorilor folosesc termenul atunci când se referă la hoteluri, campinguri, benzinării sau orice alte categorii utilizate în sistemele moderne de navigație pentru automotive.
Utilizatorii unui dispozitiv mobil li se poate oferi un serviciu POI de localizare geografică care recomandă geolocalizarea în apropiere și cu relevanță temporală (de ex. POI la servicii speciale într-o stațiune de schi sunt disponibile numai iarna).
Termenul este utilizat pe scară largă în cartografie, în special în variantele electronice, inclusiv GIS și software-uri de navigație GPS . În acest context, sinonimul punct de referință este comun.
Un punct de interes GPS specifică, cel puțin, latitudinea și longitudinea a acestui punct de interes, presupunând un anumit sistem de referita geodezic. De obicei este inclus un nume sau o descriere pentru POI și pot fi atașate și alte informații, cum ar fi altitudinea sau un număr de telefon. Aplicațiile GPS utilizează de obicei pictograme pentru a reprezenta grafic diferite categorii de puncte de interes de pe o hartă.
O regiune de interes (ROI) și un volum de interes (VOI) sunt similare ca concept, denotând o regiune sau un volum (care ar putea conține diverse puncte de interes individuale).
În domenii medicale precum histologie/patologie/histopatologie, punctele de interes sunt selectate din mediul general într-un câmp vizual; de exemplu, printre sute de celule normale, patologul poate găsi 3 sau 4 celule neoplazice care se deosebesc de celelalte prin colorare.

## Colecții POI
Hărțile digitale pentru dispozitivele GPS moderne includ de obicei o selecție de bază a punctelor de interes pentru zona hărții.
Cu toate acestea, există site-uri web specializate în colectarea, verificarea, gestionarea și distribuirea punctelor de interes, pe care utilizatorii finali le pot încărca pe dispozitivele lor pentru a înlocui sau a completa POI-ul existent.  În timp ce unele dintre aceste site-uri web sunt generice și vor colecta și clasifica POI pentru orice interes, altele sunt mai specializate într-o anumită categorie (cum ar fi radarele de viteză) sau dispozitiv GPS (de ex. TomTom⁠(d)/Garmin). Utilizatorii finali au, de asemenea, capacitatea de a-și crea propriile colecții personalizate.
Colecțiile POI comerciale, în special cele care sunt livrate cu hărți digitale sau care sunt vândute pe bază de abonamente, sunt de obicei protejate prin drepturi de autor. Cu toate acestea, există, de asemenea, multe site-uri web de pe care pot fi obținute colecții POI fără a fi protejate, de ex SPOI - Smart Points of Interest, care este distribuit sub licență ODbL.⁠(d)

## Aplicații
Aplicațiile pentru POI sunt vaste. Pe măsură ce dispozitivele compatibile GPS, precum și aplicațiile software care utilizează hărți digitale devin mai disponibile, la fel și aplicațiile pentru POI se extind. Camerele digitale mai noi, pot exemplu eticheta automat o fotografie utilizând detadatele Exif cu poziția GPS în care a fost făcută fotografia; aceste imagini pot fi apoi suprapuse ca POI-uri pe o hartă digitală sau o imagine satelitara, cum ar fi Google Earth. Aplicațiile de geocaching sunt construite în jurul colecțiilor POI. În sistemele de urmărire a vehiculelor, POI-urile sunt folosite pentru a marca punctele de destinație și/sau birourile pentru ca utilizatorii software-ului de urmărire GPS să monitorizeze cu ușurință poziția vehiculelor în funcție de POI-uri.

## Formate de fișiere
Multe formate de fișiere diferite, inclusiv formate cu drepturi de autor, sunt utilizate pentru a stoca date despre punctele de interes, chiar și în cazul în care este utilizat același sistem WGS84 subiacent.
Motivele variațiilor pentru a stoca aceleași date includ:
- Lipsa standardelor în acest domeniu (GPX este o încercare notabilă de a aborda acest lucru).
- Încercări ale unor furnizori de software de a-și proteja datele prin ofuscare.
- Probleme de licențiere care împiedică companiile să utilizeze specificațiile fișierelor concurentului.
- Economisirea memoriei, de exemplu, prin conversia coordonatelor de latitudine și longitudine în virgulă mobilă în valori întregi mai mici.
- Viteza și durata de viață a bateriei (operațiunile care utilizează valori de latitudine și longitudine întregi sunt mai puține intensități ale procesorului decât cele care utilizează valori în virgulă mobilă).
- Cerințe pentru a adăuga câmpuri personalizate la date.
- Utilizarea unor sisteme de referință mai vechi care sunt anterioare GPS-ului (de exemplu, UTM sau sistemul național de referință al rețelei britanice)
- Citibilitate/posibilitate de editare (fișierele text simplu sunt lizibile de om și pot fi editate)

Următoarele sunt câteva dintre formatele de fișiere utilizate de diferiți furnizori și dispozitive pentru a schimba POI (și, în unele cazuri, de asemenea, piese de navigare):
- Text ASCII (.asc .txt .csv .plt)
- Topografix GPX (.gpx)
- Garmin Mapsource (.gdb)
- Limbaj de marcare Google Keyhole (.kml .kmz)
- Pocket Street Pushpins (.psp)
- Maptech Marks (.msf)
- Maptech Waypoint (.mxf)
- Microsoft MapPoint⁠(d) Pushpin (.csv)
- OziExplorer⁠(d) (.wpt)
- TomTom⁠(d) Overlay (.ov2) și formatul de text simplu TomTom (.asc)
- Date OpenStreetMap (.osm)

Utilitățile furnizate de furnizori și terțe părți sunt disponibile pentru a converti datele despre punctele de interes între diferite formate pentru a le permite să fie schimbate între dispozitive sau sisteme GPS altfel incompatibile. În plus, multe aplicații vor accepta formatul de fișier text ASCII generic, deși acest format este mai predispus la erori datorită structurii libere, precum și a numeroaselor moduri în care coordonatele GPS pot fi reprezentate (de exemplu, zecimal vs grad /minut/secundă). Convertorii de format POI sunt deseori denumiți după formatul de fișier POI pe care îl convertesc, cum ar fi KML2GPX (convertește KML în GPX) și KML2OV2 (convertește KML în OV2).

## Vezi si
- Sistem de navigație auto
- Fotografie geocodificată
- Gestionarea bazei de date a hărților
- OpenLR⁠(d)
- Atractie turistica
- Sistemul geodezic mondial (folosit pentru a reprezenta coordonatele GPS)